# Parabispo
Parabispo en galicien, ou parfois Paravispo en espagnol, est une localité de la parroquia de San Mamede do Barreiro dans le municipio de Melide, comarque de Terra de Melide, province de La Corogne, communauté autonome de Galice, au nord-ouest de l'Espagne.
Cependant, du point de vue postal, Parabispo est rattaché à la parroquia de Santiago de Boente dans le municipio voisin d'Arzúa, ce qui peut entretenir la confusion dans certains guides.
Cette localité est traversée par le Camino francés du Pèlerinage de Saint-Jacques-de-Compostelle.

## Patrimoine et culture

### Pèlerinage de Compostelle
Par le Camino francés du Pèlerinage de Saint-Jacques-de-Compostelle, le chemin vient de la localité de O Raído dans le municipio de Melide.
La prochaine halte est la localité de A Peroxa (ou Peroxa ), dans le municipio de Arzúa.